# Biserica de lemn din Mărișelu

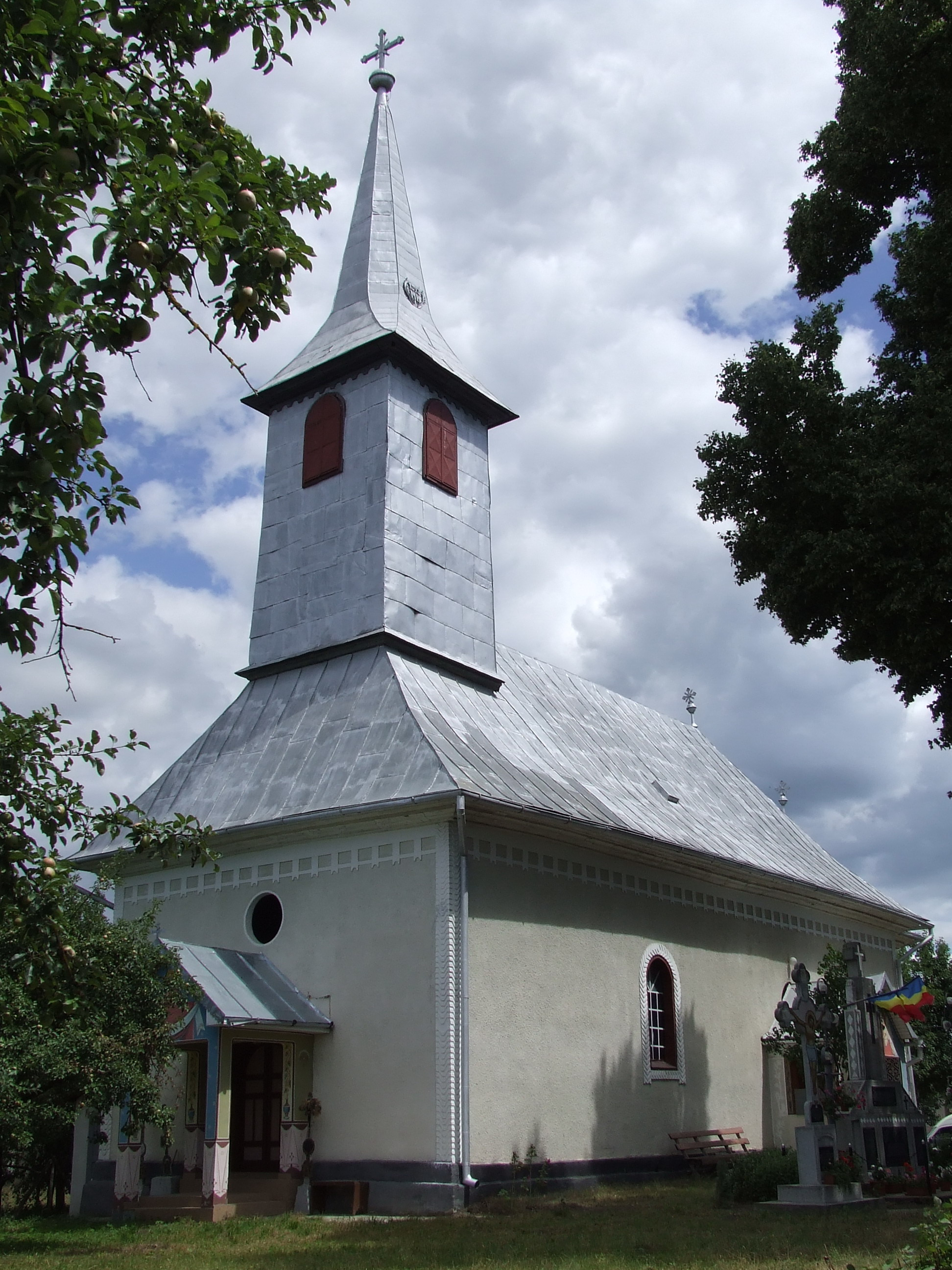
Biserica de lemn „Sfinții Arhangheli Mihail și Gavriil” din Mărișelu, județul Bistrița-Năsăud. Foto: 2009

Biserica de lemn din satul Mărișelu a fost construită în anul 1892. Are hramul „Sfinții Arhangheli Mihail și Gavriil”.

## Istoric și trăsături
Biserica, cu hramul Sfinților Arhangheli Mihail și Gavriil, a fost construită prin contribuția benevolă a credincioșilor, în anul 1892, de către meșterul lemnar Marcu Ioanuțiu și fiul său Toma din Deda, în timpul păstoririi preotului Mihăilă Pop. Predecesoarea sa a fost tot o ctitorie din bârne (câteva din ele fiind refolosite la construirea actualului lăcaș de cult), construită în anul 1770. Întrucât singurul clopot data din 1558, în anul 1920 au fost cumpărate trei clopote noi, produse de „Uzina Nicolae Ionescu București”. Biserica a fost parțial avariată în cursul celui de-al doilea război mondial, fiind reparată în cursul aceluiași an, 1944. În anul 1966 s-a executat pe pânză lipită pe lemn prima pictură bizantină de către pictorul Valoșnyai Albert din Dej. În 1987 a fost înlocuit acoperișul din tablă zincată. Deoarece vechea pictură era înnegrită de fumul lumânărilor, după 38 de ani, în anul 2004, când preot paroh era Dumitru Moldovan, biserica a fost înveșmântată cu pictură nouă, în tehnica tempera, de pictorul bisericesc Țîra Aurel din Bistrița. Mobilierul nou cu care a fost înzestrată biserica în anul 2006 a fost executat de către sculptorul Adrian Leșan din Bistrița. Biserica a fost sfințită în data de 8 octombrie 2006 de Preasfințitul Irineu Bistrițeanul, atunci episcop vicar al Arhiepiscopiei Vadului, Feleacului și Clujului, însoțit de un sobor de preoți.